# Aeropuerto de Florø
El Aeropuerto de Florø (en noruego: Florø lufthavn) (IATA: FRO, OACI: ENFL) es un aeropuerto regional que presta servicio a la ciudad de Florø, en el condado de Sogn og Fjordane, Noruega. Está situado en la costa sur de la isla de Florelandet, al lado del centro de la ciudad.

## Aerolíneas y destinos
| Aerolíneas             | Destinos                                         |
| ---------------------- | ------------------------------------------------ |
| Airwing                | Stavanger, Notodden                              |
| CHC Helikopter Service | Gjøa, Snorre, Visund                             |
| Widerøe                | Bergen, Kristiansund, Oslo-Gardermoen, Stavanger |

- Datos: Q2899363
- Multimedia: Florø Airport / Q2899363